# Jean-Baptiste Andrea
Jean-Baptiste Andrea (Saint-Germain-en-Laye 1971 -). Escriptor, guionista i director de cinema francès. Premi Goncourt de l'any 2023 per Veiller sur elle.

## Biografia
Jean-Baptiste Andrea va néixer el 4 d'abril de 1971 a Saint-Germain-en-Laye i va créixer a Canes (França). Va estudiar a l'Institut Stanislas de Canes i és llicenciat a l'Institut d'Estudis Polítics de París i a l'ESCP-Europe.
Durant vint anys, va treballar com a guionista i director, a França i als Estats Units. Com a director, ha realitzat pel·lícules molt diferents, que van des de la fantasia fins al thriller policial, entre elles el burlesc: Hellphone (2007), Dead End (2007), Big Nothing (2007) i La Confrérie des Larmes (2014).
El seu primer llibre, Ma Reine, que va guanyar dotze premis literaris, va ser aclamat per la crítica i el públic. Va representar el naixement d'un autor amb un poder novel·lístic rar, que es confirmarà dos anys més tard amb la publicació de la seva segona novel·la, Cent millions d'années et un jour.
L'any 2023, amb Veiller sur elle, Jean-Baptiste Andrea desplega una trama amb múltiples personatges, amb més de 600 pàgines inscrites en mig segle d'història italiana. Va guanyar el Premi de Novel·la Fnac i el Premi Goncourt. Traduïda al català per Mercé Ubach, "Vetllar per ella" Editorial Empúries 2024.

## Obres destacades
| Any  | Títol                             |
| ---- | --------------------------------- |
| 2017 | Ma reine/My Queen                 |
| 2019 | Cent millions d'années et un jour |
| 2021 | Des diables et des saints         |
| 2023 | Veiller sur elle                  |

## Filmografia
| Any  | Títol                   | Guionista | Director     | Premis |
| ---- | ----------------------- | --------- | ------------ | --- |
| 2003 | Dead End                | x         | x            | - San Sebastián Horror and Fantasy Film Festival, - Audience Award - FanTasia Film Festival (Montréal), Jury Prize - Brussels International Fantastic Film Festival - Grand Prize of European Fantasy Film in Silver - Pegasus Audience Award |
| 2006 | Big Nothing             | x         | x            | |
| 2007 | Hellphone               | x         | James Huth   | |
| 2013 | La Confrérie des larmes | x         | x            | |
| 2022 | King (King pel·lícula)  | x         | David Moreau | |

## Premis literaris
| Any  | Per Ma Reine | Per Cent millions d'années et un jour             | Per Des diables et des saints |
| ---- | --- | ------------------------------------------------- | --- |
| 2017 | - Prix Femina des lycéens - Prix du premier roman - Prix "Envoyé par La Poste" - Prix Terre de France - Prix du premier roman de "La Forêt des livres" - Étoile du Parisien du meilleur roman de l'année - Selection Talent Cultura |                                                   | |
| 2018 | - Prix Alain-Fouyrnier - Prix Fondation Jacqueline-de-Romilly - Prix Rendez-vous du premier roman (Québec) |                                                   | |
| 2019 | - Prix Livre Azur |                                                   | |
| 2020 | - Prix des lycéens Folio | - Prix des lecteurs Privat - Prix escale du livre | |
| 2021 | |                                                   | - Grand Prix RTL-Lire2 - Prix Livres et Musiques - Prix Ouest-France/Étonnants Voyageurs3 - Prix Relay des voyageurs lecteurs - Prix des lecteurs du Var - Prix du Cercle de l'Union interalliée |